# Agostino Spataro
Agostino Spataro (Joppolo Giancaxio, 22 gennaio 1948) è un giornalista e politico italiano.

## Biografia
Esponente del Partito Comunista Italiano fin dalla giovane età, è stato consigliere comunale a Joppolo Giancaxio, restando in carica fino al 1990. 
Eletto alla Camera dei deputati per il PCI nella circoscrizione Palermo-Trapani-Agrigento-Caltanissetta alle elezioni politiche del 1976, del 1979 e del 1983 raccogliendo rispettivamente 22.826, 25.072 e 28.271 preferenze. Conclude il proprio mandato parlamentare nel 1987.
Dal febbraio 1994 all'agosto 1995 è stato assessore comunale a Joppolo Giancaxio.
Componente della presidenza dell'Associazione nazionale di Amicizia Italo-Araba, ha collaborato con il Dipartimento internazionale dei Democratici di Sinistra.
Direttore del Centro Studi Mediterranei di Agrigento e del periodico "Informazioni dal Mediterraneo", collabora con il quotidiano La Repubblica e con vari giornali e riviste.
Ha pubblicato vari libri sul mondo mediterraneo ed arabo e i suoi rapporti con la Sicilia e l'Italia.

### Opere
- Agostino Spataro, Paolo Gentiloni e Alberto Spampinato, Missili e mafia. La Sicilia dopo Comiso, Editori Riuniti, 1985, ISBN 978-88-359-2848-5.
- Agostino Spataro, Oltre il canale, Ipotesi di cooperazione siculo-araba, Edizioni delle Autonomie, 1986, ISBN non esistente.
- Agostino Spataro, Missili, addio! Comiso dopo gli accordi di Washington, la Zisa, 1988, ISBN 978-88-8128-041-4.
- Agostino Spataro, I paesi del Golfo, Edizioni Associate, 1991, ISBN 978-88-267-0132-5.
- Agostino Spataro, Bichara Khader, Il Mediterraneo. Popoli e risorse verso uno spazio economico comune, Edizioni Associate, 1993, ISBN 978-88-267-0179-0.
- Agostino Spataro, La notte dello sceicco. Reportage dallo Yemen, Edizioni Associate, 1994, ISBN 978-88-267-0232-2.
- Agostino Spataro, Fondamentalismo islamico. L'Islam politico, Edizioni Associate, 1995, ISBN 978-88-267-0238-4.
- Agostino Spataro e Gianni Marilotti, Il turismo nel Mediterraneo, Edizioni Associate, 1998, ISBN 978-88-267-0279-7.
- Agostino Spataro, "Le tourisme en Méditerranée", Edition l'Harmattan, Paris, 2000- ISBN 2-7384-9568-0
- Agostino Spataro, Mediterraneo. L'utopia possibile, Ila Palma, 1999, ISBN 978-88-7704-991-9.
- Agostino Spataro, Il fondamentalismo islamico, prefazione di Yasser Arafat, Editori Riuniti, 2002, ISBN 978-88-359-5148-3.
- Agostino Spataro, Sicilia, cronache del declino, Edizioni Associate, 2006, ISBN 978-88-267-0417-3.
- Agostino Spataro, "Petrolio, il sangue della guerra"- Ed. Centro Studi Mediterranei, ......2012
- Agostino Spataro, "Sicilia, il decennio bianco"- Ed. Centro Studi Mediterranei- 2012-  ISBN 978-88-910-3353-6
- Agostino Spataro, "Nella Libia di Gheddafi", Ed. Centro Studi Mediterranei, 2014,- ISBN 978-88-910-7739-4.
- Agostino Spataro, "Borges nella Sicilia del mito- Intervista a Maria Kodama"(per "La Repubblica") - Amazon, 2016
- Agostino Spataro e Giuseppe Lo Brutto, "Siglo XXI- La economia del terror?", Ediciones "EyC", Città del Messico, 2016. ISBN 978-6078-344-41-3.
- Agostino Spataro, "Immigrazione, la moderna schiavitù", Ed. Centro Studi Mediterranei, 2018- ISBN 978-88-923-3866-1
- Agostino Spataro, "Sciascia e Guttuso-Due lettere inedite", Ed. Ilmiolibro, Roma, 2019
- Agostino Spataro, "Nemo poeta in patria", Ed. I Gufetti, 2019
- Agostino Spataro, "Occidente/Oriente- LA FRATTURA", Ed. Centro Studi Mediterranei, 2018
- Agostino Spataro, "Koszonom Budapest", Ed. I gufetti, 2021
- Agostino Spataro, "Il periplo delle cinque lune- Note di viaggio per la sezione esteri del Pci", Ed. Centro Studi Mediterranei, 2021